# Östra och Västra Fågelön
Östra och Västra Fågelön är ett naturreservat i Götene kommun i Västergötland.
Reservatet består av två små skär i Vänern norr om Blombergs hamn, sydväst om Kinnekulle. Området är skyddat sedan 2007 och omfattar 12 hektar. Öarna är viktiga häckningsplatser för måsar, tärnor och vadare. Redan 1923 skyddades skären som naturminne för sitt rika fågelliv.